# سالم العطوان
سالم العطوان  (18 سبتمبر 1955-) ممثل و مخرج كويتي دخل المجال الفني عام 1983 من خلال مسرحية صبوحة خطبها نصيب .

## أعماله
- رصاصة رحمة 2010 - مسلسل
- قلوب حائرة 2009 - مسلسل
- تاكسي تحت الطلب2007 - مسلسل
- عيال الفقر2007 - مسلسل
- جمانة 2007 - مسلسل
- زينة الحياة 2005 - مسلسل
- صحوة زمن2005 - مسلسل
- بيت العائلة 2004 - مسلسل
- إعدام أحلام عبدالسلام2004 - مسرحية
- قلوب متحجرة 2003 - مسلسل
- القدر المحتوم2001 - مسلسل(شريف)
- المقدر كاين1999 - مسلسل اذاعي
- وين ما أطقها عوية 1999 - مسلسل
- جنون البشر1997 - مسرحية
- عودة السندباد1997 - مسلسل
- دلق سهيل (ج1)1996 - مسلسل
- وسميه تخرج من البحر1996 - تمثيلية
- أحلام مجمدة 1996 - سهرة تليفزيونية
- صالح تحت التدريب1995 - مسلسل
- عرس الغد1995 - تمثيلية
- عبد الله البري وعبد الله البحري1994 - مسلسل
- ميزان العدالة 1994 - مسلسل
- طيف السلام1993 - مسلسل
- الخروج من الهاوية 1992 - مسلسل
- إلى الشباب مع التحية 1989 - مسلسل
- بيبي والعجوز1988 - مسرحية
- هذا سيفوه1988 - مسرحية
- عنتر بني شداد1987 - مسرحية
- المغامرون الثلاثة 1986 - مسلسل(مهند حارس جوهر)
- باي باي عرب1986 - مسرحية
- حذاء سندريلا1985 - مسرحية
- صبوحة خطبها نصيب1983 - مسرحية

## روابط خارجية
- سالم العطوان على موقع قاعدة بيانات الأفلام العربية